# Re/Max Hendrix
Re/Max Hendrix is een Nederlandse tafeltennisclub uit Buchten die in 1995, 2005, 2006 en 2007 landskampioen bij de mannen werd. Het speelde van 1989 tot en met juli 2008 in de Nederlandse eredivisie. Vervolgens trok Max Hendrix zijn vertegenwoordigende team terug uit de competitie, omdat hij de financiën niet langer rondkreeg.

## Historie
Re/Max Hendrix werd in 1973 opgericht in het gemeenschapshuis van Born als TTV Bartok. Toen het ledental steeg en de accommodatie te klein werd, verhuisde de club naar Buchten. Een eerste landelijk succes volgde in 1986, toen Guido Mohrmann, Jochem Geeraerdts en Hub Dullens en coach Math Kentgens namens de club het NK voor jeugdteams wonnen. In 1994 en 1995 volgde het eerste mannenteam met het winnen van de nationale beker, als TTV Sloun Interieur (naar coach Piet van Sloun). In '95 werden de Buchtenaren tevens voor het eerst algeheel landskampioen. De nationale titel grepen ze wederom in 2005, 2006 en 2007, als Re/Max Hendrix.

## Selectiespelers
De volgende spelers speelden minimaal één wedstrijd voor Re/Max Hendrix in de eredivisie:
| - Merijn de Bruin - Hub Dullens - Martijn Henstra - Michiel Janssen - Dave Korpershoek | - Chen Sung - Piotr Szafranek - Jos Verhulst - Wang Ruliang - Qi Xiao Feng |